# 1119 w polityce
Wydarzenia polityczne w 1119 roku.

## Wydarzenia
- Początek pontyfikatu Kaliksta II[1].
- Założenie zakonu templariuszy przez grupę krzyżowców z Hugonem de Payns na czele[2].